# Amirli
Amirli (arab. أمرلي, Amirlī; tur. Emirli) – miasto w Iraku, w muhafazie Salah ad-Din, w kadzie Tuz, 100 km od granicy z Iranem i przy granicy z muhafazą Dijala. Zamieszkane w większości przez Turkmenów irackich.
Miasto znajduje się na terenach kontrolowanych przez Kurdów a miejscowa ludność jest głównie szyicka.
7 lipca 2007 roku w samobójczym zamachu bombowym w Amirli zginęło 105 osób, a 240 zostało rannych.
Od czerwca 2014 roku miasto było oblegane przez bojówki Państwa Islamskiego. Mimo zrzutów broni, leków oraz zapasów, sytuacja mieszkańców stawała się krytyczna. Oblężenie zostało przerwane 31 sierpnia 2014 roku przez połączone siły armii irackiej oraz szyickich bojówek, wspartych przez naloty lotnictwa amerykańskiego. W planowaniu operacji pomogły również siły irańskie.